# Anundo de Estregnésia
Anundo de Estregnésia (em latim: Anundus Stregnensis), também chamado Anundo Filho de João (em sueco: Anund Jonsson) foi um bispo de Strängnäs, na Suécia, ativo no fim reinado do rei Valdemar (r. 1250–1275), todo o reinado de Magno III (r. 1275–1290) e no primeiro ano de Birger (r. 1290–1318), quando faleceu. Foi muito ativo sob Magno, participando em reuniões oficiais como deputado do rei e agiu como conselheiro em algumas ocasiões.

## Vida

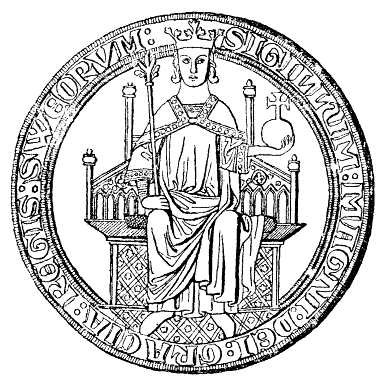
Selo do rei r.

Anundo pertencia a uma grande família com forte influência na província da Gotalândia Oriental. Era filho de João e irmão de Dano. A sua ordenação como bispo deve ter ocorrido em Upsália em Pentecostes (2 de junho) de 1275. Em 22 de junho, ocorreu a Batalha de Hova na qual o rei Valdemar (r. 1250–1275) foi derrotado. Anundo e outros clérigos se uniram ao vitorioso Magno e estiveram em sua eleição e homenagem em Upsália (22 de julho). Após a reunião entre o rei e os prelados em Dåvö na véspera de Natal, onde Anundo esteve presente, visando recompensá-lo por seu apoio e pretendendo conseguir apoio adicional, o rei confiou-lhe em 3 de janeiro de 1276 a administração de Husby-Enhörna na Sudermânia e Nerdavi na Nerícia, que no testamento do duque Érico foram hipotecadas como pagamento de dívida. Na coroação em Upsália em 24 de maio de 1276, recebeu mais favores de Magno, e em junho esteve na reunião de paz do rio Gota com Valdemar como representante de interesses de Magno. Esteve em importantes reuniões em Tälje em 1276 e 1279 e em maio de 1279, esteve em Alsnö na reunião de homens. Em fevereiro de 1285, estava na declaração do testamento real aos executores de Estocolmo. Em 1288, aparece como um dos conselheiros do rei e estava em Bialbo em dezembro de 1290. Faleceu em 1291, entre abril e agosto.
Na política, a todo momento coincidiu com os prelados em geral. Em 1278, recebeu junto ao bispado de Estregnésia as localidades de Muskö (em Södertörn-Nacka) e Segersjö (no lago Hielmar, na Nerícia). O supracitado patrimônio de Érico foi aos poucos sendo transferido à propriedade de Estregnésia: Husby-Enhörna - com seu grande complexo de cargas, principalmente no lago Malar e em Södertörn - foi comprada por 600 marcos em 27 de janeiro de 1281; Nerdavi foi obtida em troca de duas fazendas em Estocolmo em 13 de julho de 1283. De Valdemar, Anundo recebeu, em 16 de agosto de 1280, várias fazendas em diferentes lugares em Sudermânia como pagamento de um empréstimo de 100 marcos.

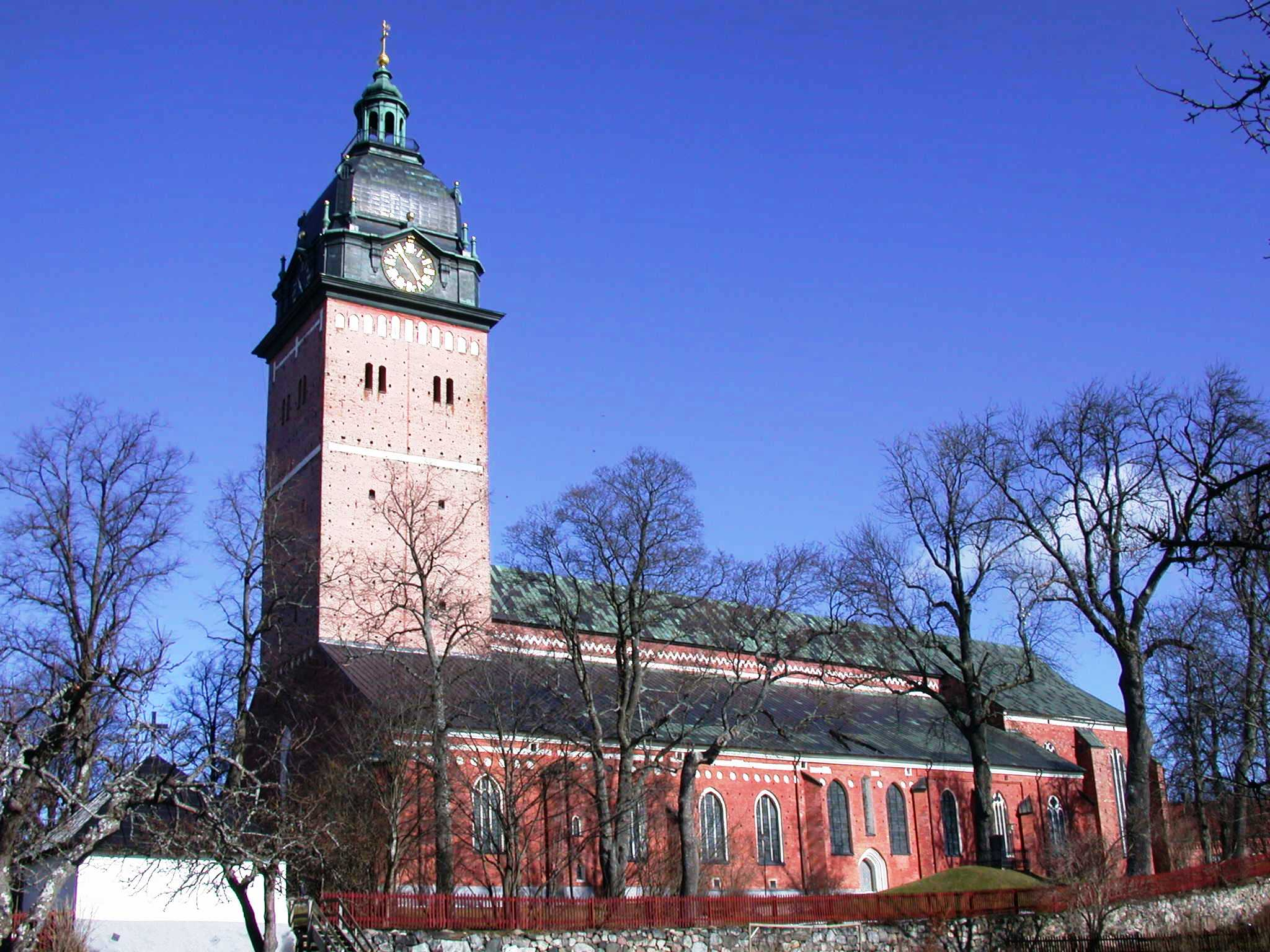
Catedral de Estregnésia

Na vida eclesiástica, também foi muito ativo. Fez obras em sua catedral, mas houve um incêndio no dia de sua inauguração. Pensa-se que planejava uma igreja de nave tripla, sem coro ou transepto, o que corresponde à planta atual. Para o incensário da igreja, em seu testamento de 1285, o rei Magno doou 4 marcos de prata. Em seu tempo, também adicionou vários cônegos: um foi instituído em Nora em janeiro de 1277 pelo irmão de Magno, o chanceler Bengt; outro em 16 de fevereiro de 1279 em Söra como presente do legífero de Nerícia Filipe e seu primo, o nobre da Sudermânia Viglogo, que dispôs bens para isso por testamento em 1276 (emendado em 1279); para outro (Botuído), Magno doou, em 1 de janeiro de 1283, posses em Salém e Botkyrka; um quarto (mais tarde chamado Mellösa) foi instituído através da disposição testamentaria do cavaleiro e conselheiro Anundo em 19 de abril de 1291. Mosteiros diocesanos, como Julita, Riseberga e Esquiltuna, receberam sua atenção e um novo foi estabelecido quando os franciscanos, mormente favorecidos pelo rei, entraram na diocese e se estabeleceram em Nicopinga, onde Magno residiu como duque. A fazenda bispal de Sundby em Tosterön é citada pela primeira vez no tempo de Anundo. É possível ainda que as orações realizadas no dia de São Ésquilo sejam de sua época e que Anundo as tenha supervisionado. Providenciou o culto, dentro da diocese, dos santos domésticos e os cânticos foram feitos por seu contemporâneo, o bispo de Escara Brinolfo I (r. 1279–1317).